# Pierre Thiolon
Pierre Michel Thiolon (Parigi, 17 gennaio 1927 – Thiais, 14 aprile 2014) è stato un cestista francese.

## Carriera
Con la Francia ha disputato i Giochi olimpici di Londra 1948 e due edizioni dei Campionati europei (1947, 1951).